# Macrocneme
Macrocneme är ett släkte av fjärilar. Macrocneme ingår i familjen björnspinnare.

## Bildgalleri

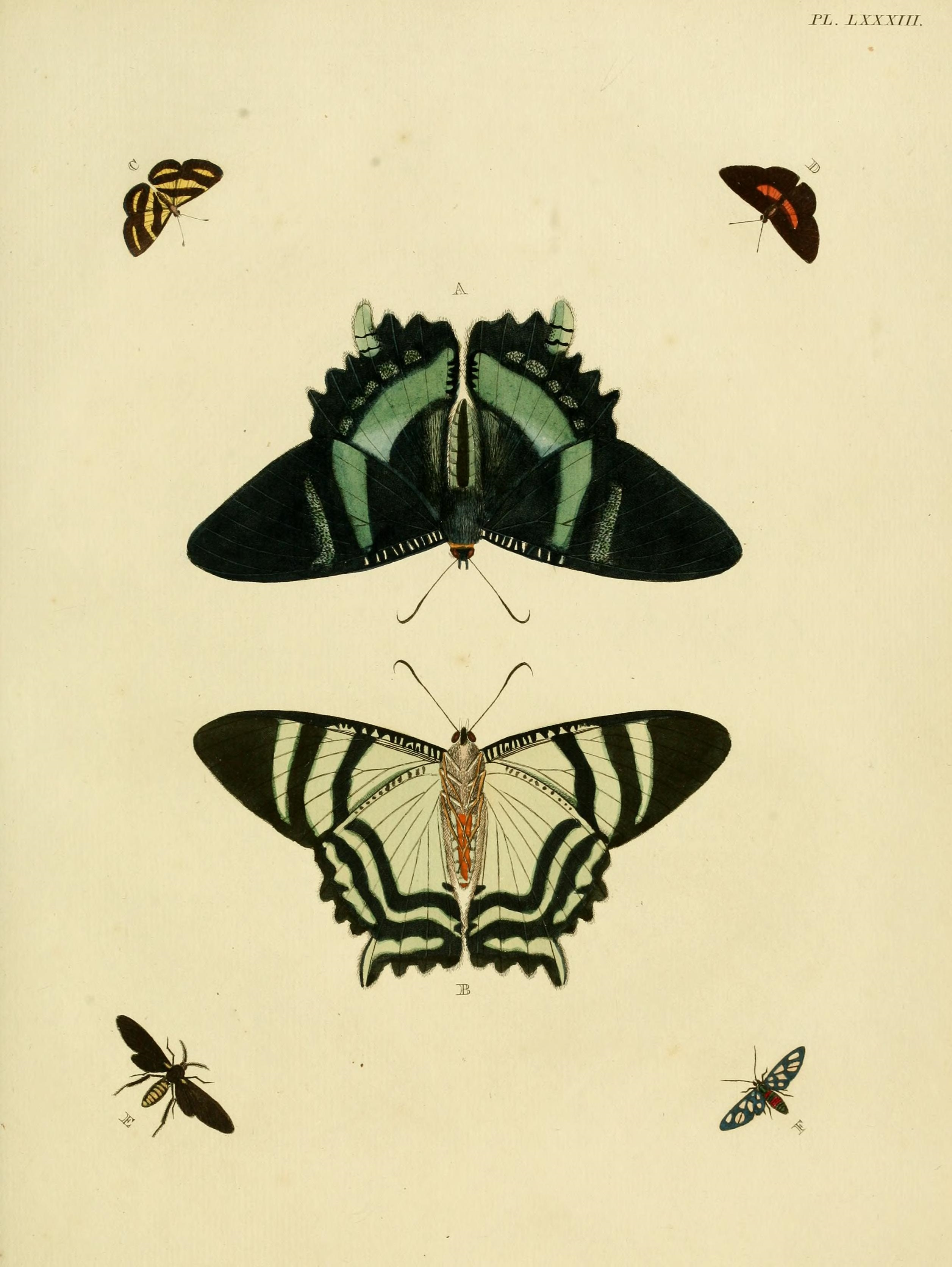

## Dottertaxa tillMacrocneme, i alfabetisk ordning[1]
- Macrocneme adonis
- Macrocneme affinis
- Macrocneme albiventer
- Macrocneme aurifera
- Macrocneme boliviana
- Macrocneme cabimensis
- Macrocneme caerulescens
- Macrocneme chionopus
- Macrocneme chiriquicola
- Macrocneme chrysitis
- Macrocneme cinyras
- Macrocneme cupreipennis
- Macrocneme cyanea
- Macrocneme deceptans
- Macrocneme euphrasia
- Macrocneme fenestrata
- Macrocneme ferrea
- Macrocneme guyanensis
- Macrocneme immanis
- Macrocneme intacta
- Macrocneme iole
- Macrocneme lades
- Macrocneme leucostigma
- Macrocneme maja
- Macrocneme naja
- Macrocneme semiviridis
- Macrocneme spinivalva
- Macrocneme thyra
- Macrocneme thyridia
- Macrocneme verdivittata
- Macrocneme vidua
- Macrocneme viridis
- Macrocneme yepezi